# 让步政策
“让步政策”论是翦伯赞的史学观点，1960年代後期被批判，后又“恢复名誉”。

## 历史
1951年2月，翦伯赞在《学习》杂志上发表《论中国古代的农民战争》，指出：“每一次大暴动都或多或少推动了中国封建社会的发展。因为在每一次大暴动之后，新的统治者，为了恢复封建秩序，必须对农民作某种程度的让步，这就是说，必须或多或少减轻对农民的剥削和压迫，这样就减轻了封建生产关系对生产力的拘束，使得封建社会的生产力又有继续发展的可能，这样就推动了中国历史的前进，因而中国历史上的每一个农民暴动或农民战争，可以说，都是中国封建社会向前发展的里程碑。”
1961年，翦伯赞在《对处理若干历史问题的初步意见》中，对他在《论中国古代的农民战争》中的说法作了重要修改：“在经历了一次大的农民战争以后，封建统治阶级为了恢复封建秩序，有时对农民作出一定程度的让步，但不是对每一次农民战争都让步，他们对于那些小的局部的农民战争是不会让步的。让不让，让多少，这要决定于阶级对抗的形势，决定于农民战争带来的阶级力量对比的变化。”让步政策的主要意义为，每次农民革命战争推翻地主阶级的统治，改朝换代之后，新的王朝为了缓和阶级矛盾，恢复生产力的发展，会吸取前朝的教训，对农民阶级做一些让步，正是这些让步政策有力推动了历史的发展。
1965年，孙达人在《光明日报》上发表《应当怎样估价“让步政策”》，说社会的进步是农民战争直接作用的结果，并非“迫使统治者让步所致”，由此引起学术界广泛讨论。12月，毛泽东评论说：“在农民战争之后，地主阶级只有反攻倒算，哪有什么让步政策！”
1965年12月，《红旗》杂志发表戚本禹的文章《为革命而研究历史》，不点名批评攻击翦伯赞的观点是“超阶级”、“纯客观”的资产阶级观点。12月21日，毛泽东发话：“戚本禹的文章很好，我看了三遍，缺点是没有点名。”1966年3月，《红旗》杂志又发表戚本禹、林杰、阎长贵的文章《翦伯赞同志的历史观点应当批判》，直接批评让步政策论。
1978年，徐泰来发表《论让步与“让步政策”》，1979年，赵桦发表《应该为“让步政策”恢复名誉》。